# Antonio Bacciocchi
Antonio Bacciocchi, noto anche con lo pseudonimo di Tony Face (Piacenza, 31 ottobre 1961), è un batterista, disc jockey e produttore discografico italiano.
Svolge poi le attività di scrittore e blogger.

## Biografia

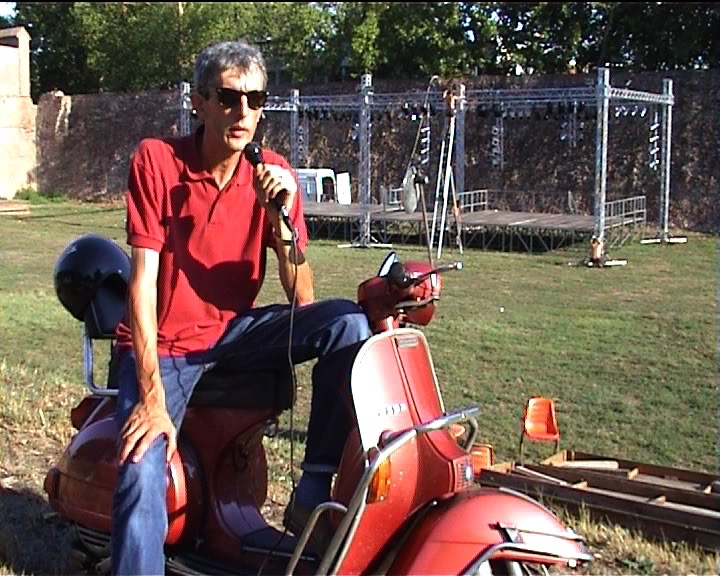
Tony Face intervistato durante l'allestimento del Festival Tendenze (Piacenza)

Considerato da molti come il precursore della scena mod italiana inizia la sua attività musicale nel 1979 come batterista dei Chelsea Hotel', una hardcore punk band con la quale rimase fino al 1983 e alla quale affiancò l'attività nei Not Moving, rock and roll e punk rock band tra le più conosciute e seguite negli anni ottanta con cui incise diversi album e singoli e con cui suonò come gruppo spalla nei concerti di Clash e Johnny Thunders.
Dal 1990 al 1998 ha suonato con Lilith, una band che mischiava punk rock, blues, folk e cabaret che ha vantato numerosi concerti in Italia e in Europa, mentre nel 1993 ha formato i Link Quartet, una acid jazz band che vanta 3 album all'attivo e numerose partecipazioni internazionali.

Ha fatto parte inoltre degli Hermits, degli Statuto e milita attualmente con Lilith and the Sinnersaints e con i Not Moving LTD. Con entrambi ha realizzato diversi album ed è in costante attività concertistica.

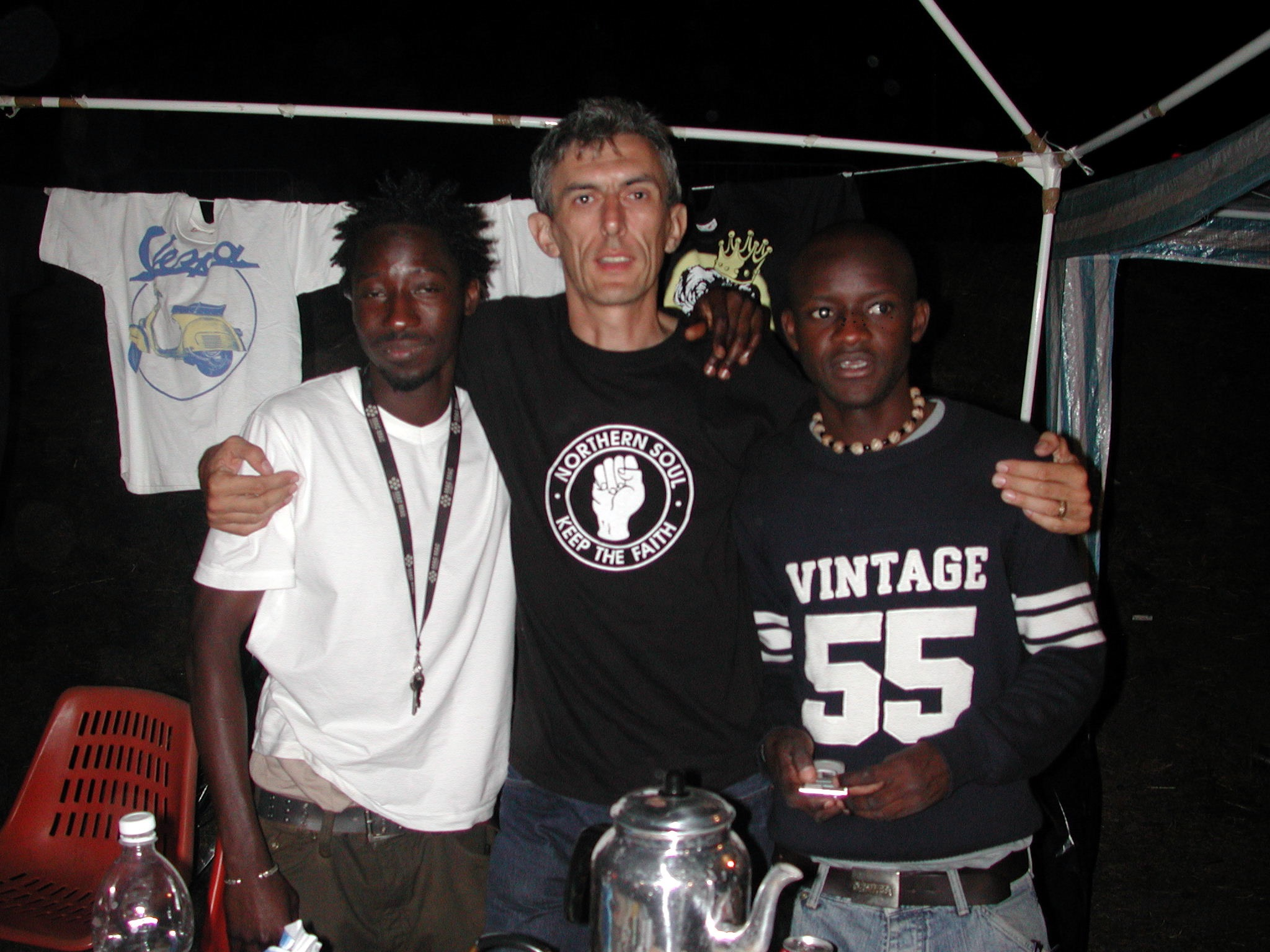
Tony Face con il cantante reggae Jean Diarra (a sinistra nella foto) e il produttore senegalese Cire Niang (a destra)

È fondatore della Face Records, una casa discografica indipendente. Come produttore discografico ha prodotto musicisti come Statuto - con i quali ha anche suonato dal vivo - Vallanzaska, i torinesi Assist oltre ad aver lavorato con major del calibro di Sony Music, Emi e molte altre.
Ha lavorato per 10 anni come disc jockey a Quarta Radio, un'emittente locale piacentina ed è stato organizzatore di eventi musicali in tutta Italia, mentre nel 2006 pubblica il suo primo libro Uscito vivo dagli anni '80, dove si descrive la scena underground italiana degli anni settanta e ottanta. Nel dicembre 2009 invece è uscito il secondo lavoro letterario di Tony chiamato Mod Generations, e racconta la storia del modernismo italiano dalla sua nascita ad oggi.
Nel 2013 ha pubblicato con Alberto Galletti il libro Rock'n goal. Calcio e musica. Passioni pop in cui ricerca i punti di contatto tra il rock ed il calcio a cui ha fatto seguire nel 2016 Rock n Sport. Musica, discipline olimpiche e anche no in cui descrive i rapporti tra musica e sport in generale.

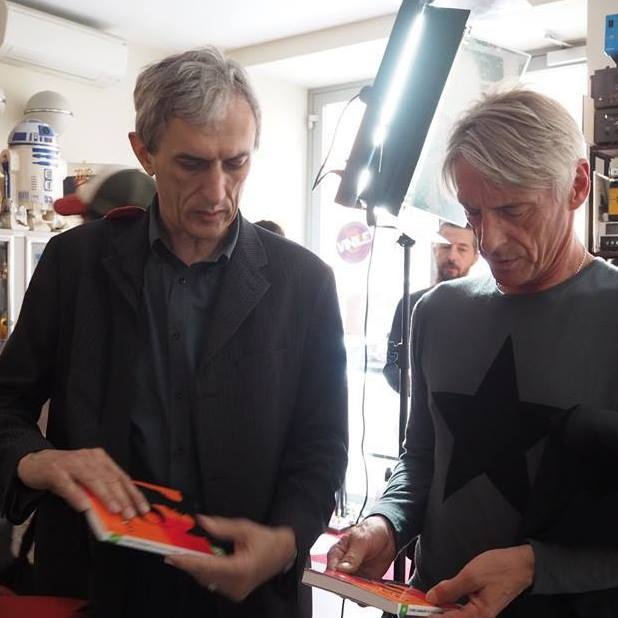
Incontro con Paul Weller in occasione della presentazione del libro "L'UOMO CANGIANTE. PAUL WELLER: THE MODFATHER" di Antonio Bacciocchi

Al suo attivo anche la biografia Paul Weller, L’uomo cangiante (2014) e l'ulteriore biografia Gil Scott Heron The Bluesologist (2012), la traduzione dall’inglese all’italiano di quella di Neville Staple The original rude boy (2011), quella sugli Statuto La ribellione elegante (2014) e Storie dal rock piacentino (2011) dedicato alla storia della musica rock a Piacenza dagli anni 50 ad oggi.
Collabora con la rivista musicale Classic Rock Lifestyle, con il quotidiano Il Manifesto, con quello di Piacenza Libertà, è giurato al Premio Tenco e ai Rockol Awards, gestisce il sito radiocoop.it.
Il suo blog personale, Tony Face, nel 2016 è stato premiato con la targa Mei Musicletter quale miglior blog personale italiano di informazione musicale, assegnato nell'ambito del Meeting delle Etichette Indipendenti.
Dal 2016, affiancato da Alex Loggia (chitarrista degli Statuto), è in tournée con lo spettacolo teatrale/musicale MODS!, monologo dedicato alla cultura mod.
Tra il 2017 e il 2018 ha pubblicato altri due libri, Ray Charles. Il genio senza tempo e Gil Scott Heron. Il Bob Dylan nero. Negli stessi anni ha collaborato ad eventi ed iniziative culturali, suonato con il gruppo Il Senato (con cui ha pubblicato un 45 giri con i brani Cielo viola e Un giorno senza amore, cover di A day without love dei Love Affair) insieme a Fay Hallam (tastierista e voce di Makin Time e Prime Movers), Andy Lewis (già bassista di Paul Weller), Luca Re (voce dei Sick Rose), Alex Loggia (chitarra degli Statuto). Con un repertorio che spazia tra mod, beat, garage, soul.

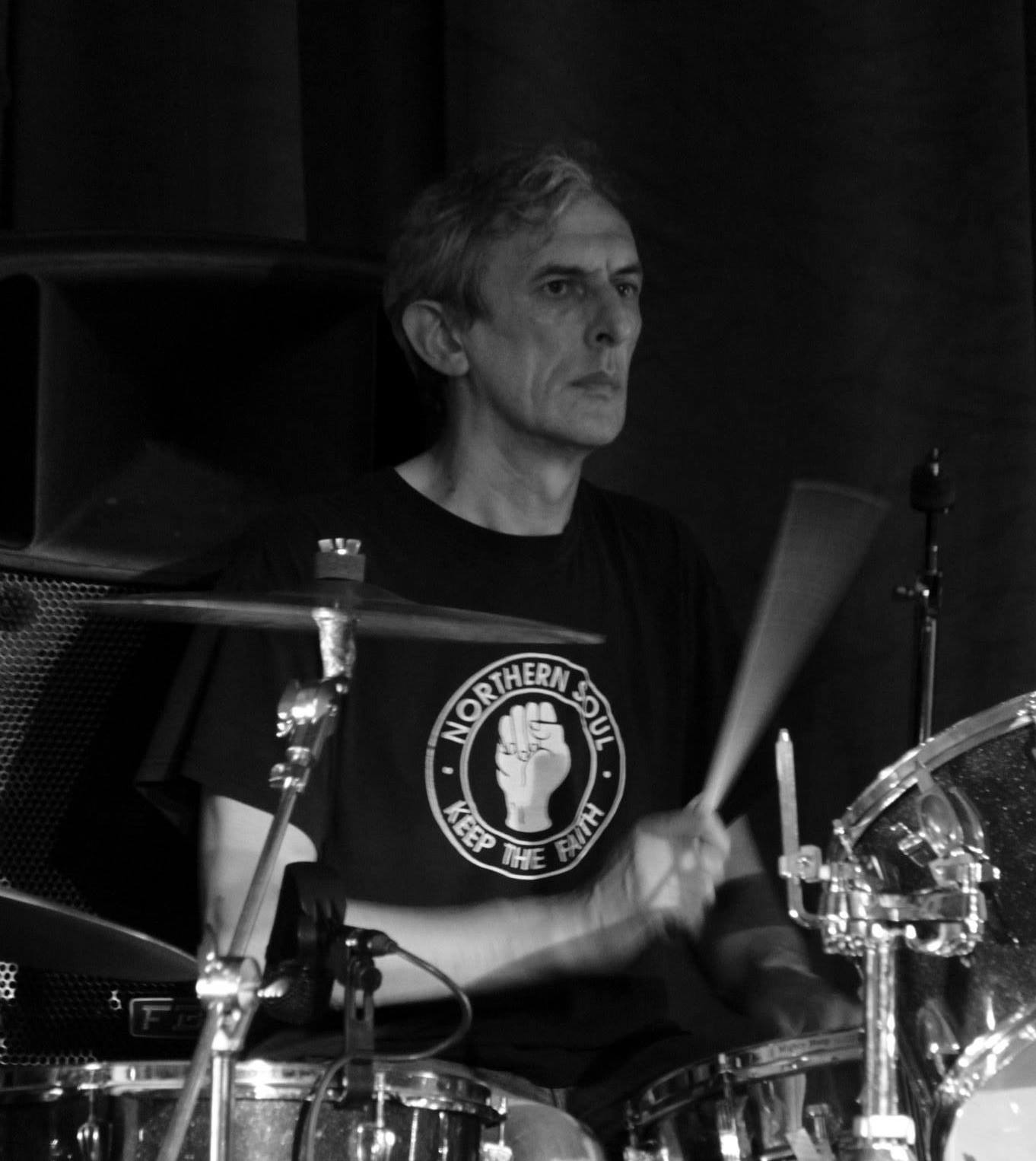
Batterista con i Not Moving LTD live a Milano

Nel 2019 ha riformato con alcuni componenti originari i Not Moving, con il nome di Not Moving LTD che hanno pubblicato il 45 giri Lady Wine.
Nel 2020 viene pubblicata la ristampa aggiornata di Mod generations, il libro Punk per Diarkos/Rusconi e Sandinista! dedicato al quarantennale dell'album dei Clash, edito da Cometa Rossa Edizioni, casa editrice autogestita da lui stesso fondata, che stampa solo in 100 copie.
Nel 2021 prosegue l’attività con Cometa Rossa Edizioni pubblicando i libri Small Faces  e 40 anni di musica targata Graham Day oltre a scrivere in coppia con Ezio Guaitamacchi Crocodile Rock, dedicato alla relazione tra musica e animali per Hoepli.
Nel 2022 pubblica i libri Soul per Diarkos e Northern Soul per Agenzia X, oltre al nuovo album dei Not Moving LTD Love Beat per Area Pirata.
Nel 2023 pubblica il libro Sex Pistols. Dio salvi la Regina (e il punk rock) per Diarkos e il libro Quadrophenia. Gli Who, la storia del disco e del film che hanno definito un genere per Edizioni interno 4. Sempre nel 2023 vince il Premio Ciampi alla carriera con i Not Moving LTD.
Nel 2024 pubblica il libro “Ringo Starr. Batterista” per Low Edizioni.

## Discografia

### Con i Not Moving
- 1982 – Strange Dolls
- 1985 – Black and Wild
- 1986 – Sinnermen
- 1987 – Jesus Loves His Children
- 1988 – Flash on You
- 1989 – Song of Myself
- 1995 – Homecomings
- 2003 – Land of Nothing (inciso nel 1984)
- 2005 – Live in 80's (CD+DVD)

### Con Lilith
- 1990 – Hello I love me
- 1991 – Tombstone blues / Venus in furs
- 1992 – Lady sings love songs
- 1993 – Everything / Bluesin' me
- 1993 – Little Louise / Bourballad
- 1995 – Guerra
- 1998 – Stracci

### Con Lilith & the Sinnersaints
- 2007 – I need somebody
- 2008 – The black lady and the Sinnersaints
- 2009 – L’Angelu nassuu dall’etra pert - L'angelo nato dall'altra parte
- 2011 – La Notte
- 2012 – A Kind Of Blues
- 2013 – Stereo Blues Vol.1 - Punk Collection
- 2015 – Revoluce

### Con i Link Quartet
- 2001 – Episode One
- 2002 – Beat.it
- 2004 – Italian Playboys

### Con i Tony Face Big Roll Band
- 1989 – Jazzarythm acid stomp/Unsquare dance
- 2008 – Lady Day and John Coltrane/  Hey Bulldog
- 2009 – Old soul rebel

### Con Il Senato
- 2017 – Cielo viola e Un giorno senza amor - 45 giri

### Con i Not Moving LTD
- 2019 – Lady Wine - 45 giri
- 2022 –  Love Beat LP/CD (Area Pirata)

## Libri
- 2007 – Uscito vivo dagli anni '80. Storie da sopra e sotto il palco (Nda Press)
- 2009 – Mod generations. Storia, musica, rabbia & stile (Nda Press)
- 2011 – Neville Staple - The original rude boy (Shake) traduzione
- 2011 – Storie dal rock piacentino (GL)
- 2012 – Gil Scott-Heron. The bluesologist. Storia e discografia del padre del rap
- 2013 – Rock'n goal. Calcio e musica. Passioni pop
- 2014 – La ribellione elegante. Statuto 30.
- 2015 – Paul Weller. L’uomo cangiante
- 2016 – Rock n Sport. Musica, discipline olimpiche e anche no
- 2017 – Ray Charles. Il genio senza tempo
- 2018 – Gil Scott Heron. Il Bob Dylan nero
- 2020  – Mod Generations
- 2020  – Punk. Born to lose
- 2020  – Sandinista! (Cometa Rossa Edizioni)
- 2021  – Small Faces (Cometa Rossa Edizioni)
- 2021  – 40 anni di musica targata Graham Day con Luca Frazzi (Cometa Rossa Edizioni)
- 2021  – Crocodile Rock] con Ezio Guaitamacchi (Hoepli)
- 2022  – Soul. La musica dell’anima (Diarkos)
- 2022  – Northern Sou] (Agenzia X)
- 2023  – Sex Pistols. Dio salvi la Regina (e il punk rock)] (Diarkos)
- 2023  – Quadrophenia. Gli Who, la storia del disco e del film che hanno definito un genere (Edizioni interno 4)
- 2024  – Ringo Starr. Batterista (Low Edizioni)